# 矢田隆男
矢田 隆男（やだ たかお、1847年 - 1923年）は、日本の武術家、神道家である。

## 経歴
弘化4年（1847年）に京都の矢田穏清斎の子として生まれる。菊亭家の家臣。
父親の矢田穏清斎とともに私塾を開き、京都で神伝不動流を教えた。
尊皇の志篤く欧風化する時流を常に憂い、明治4年（1871年）の二卿事件（愛宕外山の事件）に連座して捕えられ青森県に幽閉された。父の矢田穏清斎は明治4年12月3日に京都において終身監獄の刑となり、明治5年（1872年）2月に鹿児島監獄署に送られている。
明治15年頃（1882年）放免され、岡山県に入り警察保安課長となった。
神宮教に入り鳥取本部管下島根県松江市支部主事を勤め、明治29年（1896年）に神宮教鳥取本部長となった。
神宮神部署設置に伴い鳥取支署長に就任した。神宮神部署主事。叙従八位。
大正7年（1918年）に休職。1919年（大正8年）依願退職。
大正12年（1923年）没。